# Tereza Petržilková
Tereza Petržilková (* 10. September 1993 in Strakonice) ist eine tschechische Sprinterin, die sich auf den 400-Meter-Lauf spezialisiert hat. 2023 gewann sie mit der Mixed-Staffel die Bronzemedaille bei den Weltmeisterschaften in Budapest.

## Sportliche Laufbahn
Erste internationale Erfahrungen sammelte Tereza Petržilková im Jahr 2018, als sie bei den Hallenweltmeisterschaften in Birmingham mit der tschechischen 4-mal-400-Meter-Staffel mit 3:34,90 min im Vorlauf ausschied. Im Jahr darauf gewann sie bei den Europaspielen in Minsk in 3:17,53 min die Silbermedaille in der Mixed-Staffel hinter dem Team aus der Ukraine und Ende September nahm sie dann in der Mixed-Staffel an den Weltmeisterschaften in Doha teil, verpasste dort aber mit 3:18,01 min den Einzug ins Finale. 2021 startete sie im 400-Meter-Lauf bei den Halleneuropameisterschaften in Toruń und schied dort mit 53,46 s in der ersten Runde aus und auch bei den Hallenweltmeisterschaften 2022 in Belgrad kam sie mit 53,05 s nicht über den Vorlauf hinaus. Im August schied sie bei den Europameisterschaften in München mit 52,38 s im Halbfinale über 400 Meter aus und wurde mit der Staffel im Vorlauf disqualifiziert. Im Jahr darauf gelangte sie bei den Halleneuropameisterschaften in Istanbul mit 52,81 s auf Rang sechs im Einzelbewerb und wurde mit der Staffel in 3:31,26 min Vierte. Im Juni belegte sie bei der 1. Liga der Team-Europameisterschaft, die im Zuge der Europaspiele in Chorzów stattfand, in 51,51 s den fünften Platz über 400 Meter und siegte in der Mixed-Staffel in 3:12,34 min. Im August erreichte sie bei den Weltmeisterschaften in Budapest das Finale in der Mixed-Staffel und gewann dort in 3:11,98 min gemeinsam mit Matěj Krsek, Patrik Šorm und Lada Vondrová die Bronzemedaille hinter den Teams aus den Vereinigten Staaten und dem Vereinigten Königreich. Zudem erreichte sie im Einzelbewerb das Halbfinale und schied dort mit 51,94 s aus. 2024 schied sie bei den Hallenweltmeisterschaften in Glasgow mit 52,31 s in der ersten Runde aus und mit der Staffel verpasste sie mit 3:28,57 min den Finaleinzug. Im Mai verpasste sie bei den World Athletics Relays in Nassau sowohl mit der Frauenstaffel, als auch mit der Mixed-Staffel die Direktqualifikation für die Olympischen Spiele in Paris. Anschließend schied sie bei den Europameisterschaften in Rom mit 52,05 s im Halbfinale über 400 Meter aus und wurde mit der Frauenstaffel im Vorlauf disqualifiziert. Im August schied sie bei den Olympischen Sommerspielen in Paris mit 51,46 s in der Hoffnungsrunde über 400 Meter aus. 
2025 belegte sie bei den Halleneuropameisterschaften in Apeldoorn in 3:19,17 min den sechsten Platz in der Mixed-Staffel über 4-mal 400 Meter. Zudem gewann sie mit der Frauenstaffel in 3:25,31 min gemeinsam mit Lada Vondrová, Nikoleta Jíchová und Lurdes Gloria Manuel die Bronzemedaille hinter den Teams aus den Niederlanden und dem Vereinigten Königreich.
In den Jahren 2017 und 2019 sowie 2020, 2023 und 2024 wurde Petržilková tschechische Meisterin in der 4-mal-400-Meter-Staffel. Zudem wurde sie 2023 Hallenmeisterin im 400-Meter-Lauf sowie 2023 und 2025 in der 4-mal-200-Meter-Staffel.

## Persönliche Bestzeiten
- 400 Meter: 51,25 s, 30. Juli 2023 in Tábor
  - 400 Meter (Halle): 51,88 s, 18. Februar 2024 in Ostrava
- 800 Meter: 2:04,24 min, 14. Mai 2023 in Brünn